# Spilosoma metaleuca
Spilosoma metaleuca là một loài bướm đêm thuộc phân họ Arctiinae, họ Erebidae.